# Царевич, Ия Сергеевна
Ия Сергеевна Царевич (31 октября 1928 — 20 апреля 2010) — советский и украинский педагог, пианист, музыкальный деятель.

## Биография
Ия Царевич родилась 31 октября 1928 в городе Ташкент (Узбекская ССР) в семье писателя Сергея Царевича и журналистки Елены Михайловны Браганцевой.
В начале музыкального становления среди педагогов Царевич были Лия Моисеевна Левинсон (Центральная музыкальная школа, Москва 1943—1946), профессора Я. Д. Фастовский и А. Л. Эйдельман (Киевская консерватория).
Жизнь Царевич была связана с семьёй украинского композитора, основателя украинской композиторской школы Бориса Лятошинского. С пятилетнего возраста она была свидетелем творческой жизни композитора, а после его смерти была заботливым хранителем архива Б. Лятошинского.
Благодаря Царевич был опубликован первый том переписки Бориса Лятошинского с Рейнгольдом Глиэром (1914—1956). Эта работа была сделана в сотрудничестве с профессором Национальной музыкальной академии Украины им. Чайковского Марьяной Капицей. Готовился второй том.
Ия Царевич была выдающейся пианисткой своего времени и пропагандировала не только творчество Б. Лятошинского, но и композиторов современников и мировую классику.
Творческая деятельность Ии Царевич многогранна. Она выступала с многочисленными концертами как солистка-пианистка, а также в составе камерных ансамблей с выдающимися музыкантами — скрипачами Арменом Марджаняном и Алексеем Гороховым, с виолончелистом Вадимом Червовым и другими. А также вместе с квартетом имени Лысенко и имени Леонтовича.
Весомым вкладом Ии Царевич в развитие художественной жизни Украины является долговременная преподавательская деятельность. Более полувека Царевич посвятила преподаванию на кафедре камерного ансамбля НМАУ им. Чайковского с момента её основания. Незадолго до смерти, уже будучи тяжело больной, она написала основательную статью по истории кафедры.
Среди её воспитанников многие известные концертирующие музыканты, среди которых Вадим Гладков (Испания), Татьяна Примак (Ливан), Вячеслав Бойков (Донецк), Константин Фесенко (Киев), Янжима Морозова (Киев), Наталья Федусив (Киев), Ярослав Менцинский (Германия) и многие другие.
Умерла Ия Сергеевна после продолжительной болезни 20 апреля 2010 года. Похоронена в пгт. Ворзель.